# Sommer-Paralympics 2012/Teilnehmer (Kuwait)
| stlisierte Goldmedaille | stlisierte Silbermedaille | stlisierte Bronzemedaille |
| ----------------------- | ------------------------- | ------------------------- |
| —                       | —                         | —                         |

Kuwait entsendete sechs Sportler zu den Paralympischen Sommerspielen 2012 in London.:

## Teilnehmer nach Sportart

### Leichtathletik
Männer:
- Hamad N M E Aladwani
- Ahmad Almutairi
- Abdullah S A S A Alsaleh
- Mohammad Naser
- Naser M S Saleh

### Rollstuhlfechten
- Abdullah Alhaddad